# Bola del Mundo
Vertente este da Bola del Mundo.
A Bola del Mundo ou alto das Guarramillas é uma montanha da serra de Guadarrama, no sistema Central da Península Ibérica. Localiza-se na Comunidade de Madrid, cerca do limite com a província de Segóvia, em Espanha. Tem uma altitude de 2257 m com uma proeminência de 103 m, e é a cimeira mais ocidental do cordal montanhoso de Cuerda Larga. Bem perto da cimeira, na face Este, está o Ventisquero de la Condesa, uma zona com emanações de água que constitui o nascimento do rio Manzanares, e onde se acumulam grandes espessuras de neve no inverno.

## Etimologia
A procedência do nome é conhecida por poucos e bastante recente, já que apareceu com a instalação das antenas repetidoras do sinal de televisão e rádio em 1959. No momento da instalação destas antenas repetidoras só existia um canal de televisão em Espanha (TVE 1), cujas emissões começavam com uma imagem do balão terráqueo e sobre ele, no centro de Espanha, apareciam umas antenas com forma de foguete que emitiam ondas semicirculares, o que motivou que se desse este nome ao lugar do que procedia o sinal de televisão, cujo verdadeiro nome é Alto de Guarramillas. "Alto de Guarramillas" faz parte das "Guarramas", um conjunto de elementos de relevo situados no meio desta montanha. "Guarramas" é um topónimo que vem da palavra medieval "Guadarramiellas", que a sua vez vem de "Guadarrama", o nome da serra onde está a montanha. As antenas estão situadas no termo municipal de Manzanares el Real.

## Localização

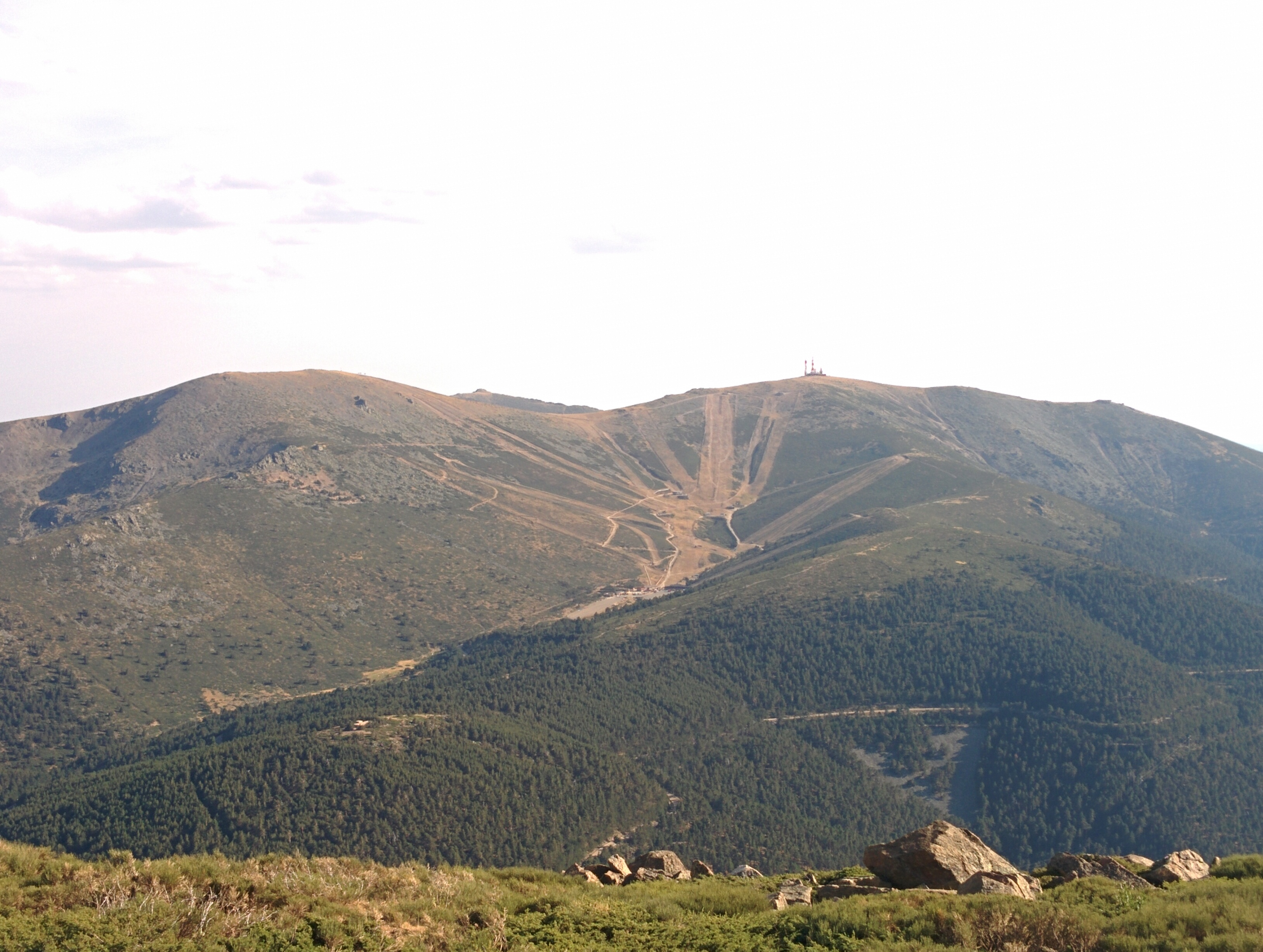
A Bola del Mundo (direita) desde o maciço de Peñalara

A Bola del Mundo é a montanha mais ocidental do cordal montanhoso de Cuerda Larga e encontra-se na zona central da serra de Guadarrama, tendo em sua vertente sul o pico da La Maliciosa (2227 m) e o vale de la Barranca, ao oeste o passo de Navacerrada (1858 m) e ao este o resto de Cuerda Larga. Ao norte do cume sai um pequeno ramal montanhoso, chamado Loma do Norueguês, que separa os vales de Valsaín, ao oeste, e do Lozoya, ao este. Nas imediações da cimeira, na vertente nordeste, está a estação de esqui de Valdesquí. Da mesma maneira, a estação do porto de Navacerrada assenta-se em suas ladeiras do oeste. Perto do seu cume, a uns 2000 metros de altitude e em sua vertente sudeste, está o Ventisquero de la Condesa, uma lugar onde há várias nascentes de água que constituem o nascimento do rio Manzanares.
Foi Cayetano Enríquez de Salamanca em seu livro (descatalogado) Por la Sierra de Guadarrama (pág. 107), pessoa cuidadosa com a toponímia serrana, onde descreveu a situação das quatro Guarramillas: "... as Guarramillas, conjunto de quatro cimeiras respeito das quais há de antigo um evidente confusionismo toponímico, pois a alguma delas lhas designa como Guarramas, sendo de modo que este nome é inexistente (já no século XIV Alfonso XI as denomina "Guadarramiellas")..."

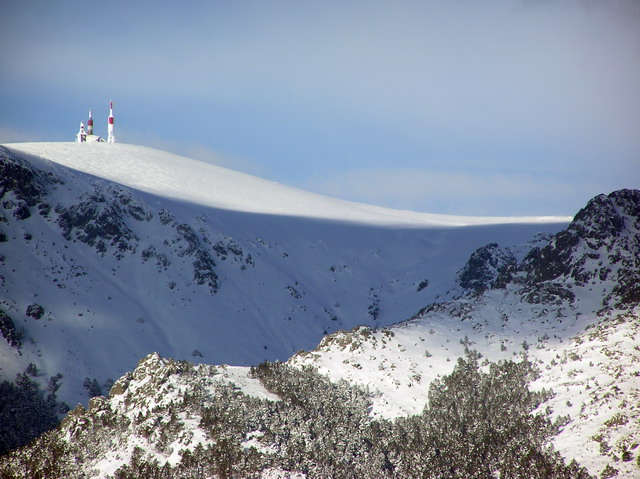
Vista nevada da montanha

O mesmo autor as situou de O a E, coincidindo a 1ª Guarramilla com a cota 2181 m, é a mais rochosa e se encontra nela uma escultura da Virgem das Neves, e a estação/bar superior do teleférico do Porto de Navacerrada; seu ponto mais elevado encontra-se anexo e a costas do bar, acedendo por uma escada de rocha com cabo de protecção. A 2.ª Guarramilla a localizou na cota 2210 m e ao O da 1ª, à esquerda da pista de betão (segundo vamos para as antenas de TV) e arrematada com uma cruz metálica, ainda que o seu ponto mais elevado é um pequeno promontório de rocha uns metros mais ao E. A 3.ª Guarramilla é a mais alta, encontra-se ao ESE da 2ª e em sua planicie cimeira se situam as antenas de TV; tem vértice geodésico do IGN a 2262m segundo Cayetano E. de S. (ao S das instalações de televisão). Por último a 4ª Guarramilla é um pequeno realce visto desde o N, e uma planície rodeando-nos desde a 3ª, e ao NNE desta; a uns 300 m desta última, Cayetano disse estar na cota 2246 m. Na meseta cimeira um velho pluviómetro tem sido "reciclado" como painel informativo das cimeiras que rodeiam a zona. Ao N e aos pés desta elevação observa-se o cone onde se instala a estação de esqui alpino de Valdesquí. Com o avanço e melhora dos equipamentos de medida actuais, as cotas que citou Cayetano E. de Salamanca são as correspondentes a 2179 m, 2227 m, 2258 m, e 2248 m da 1.ª, 2.ª, 3.ª e 4.ª Guarramillas segundo os mapas do IGN nas suas últimas edições.
A rota parte do porto de Navacerrada, sobe ao Alto das Guarramillas, inicia a descida no nascimento do rio Manzanares e, depois de uma longa descida, chega-se a Manzanares el Real bordeando La Pedriza.

## Ascensão

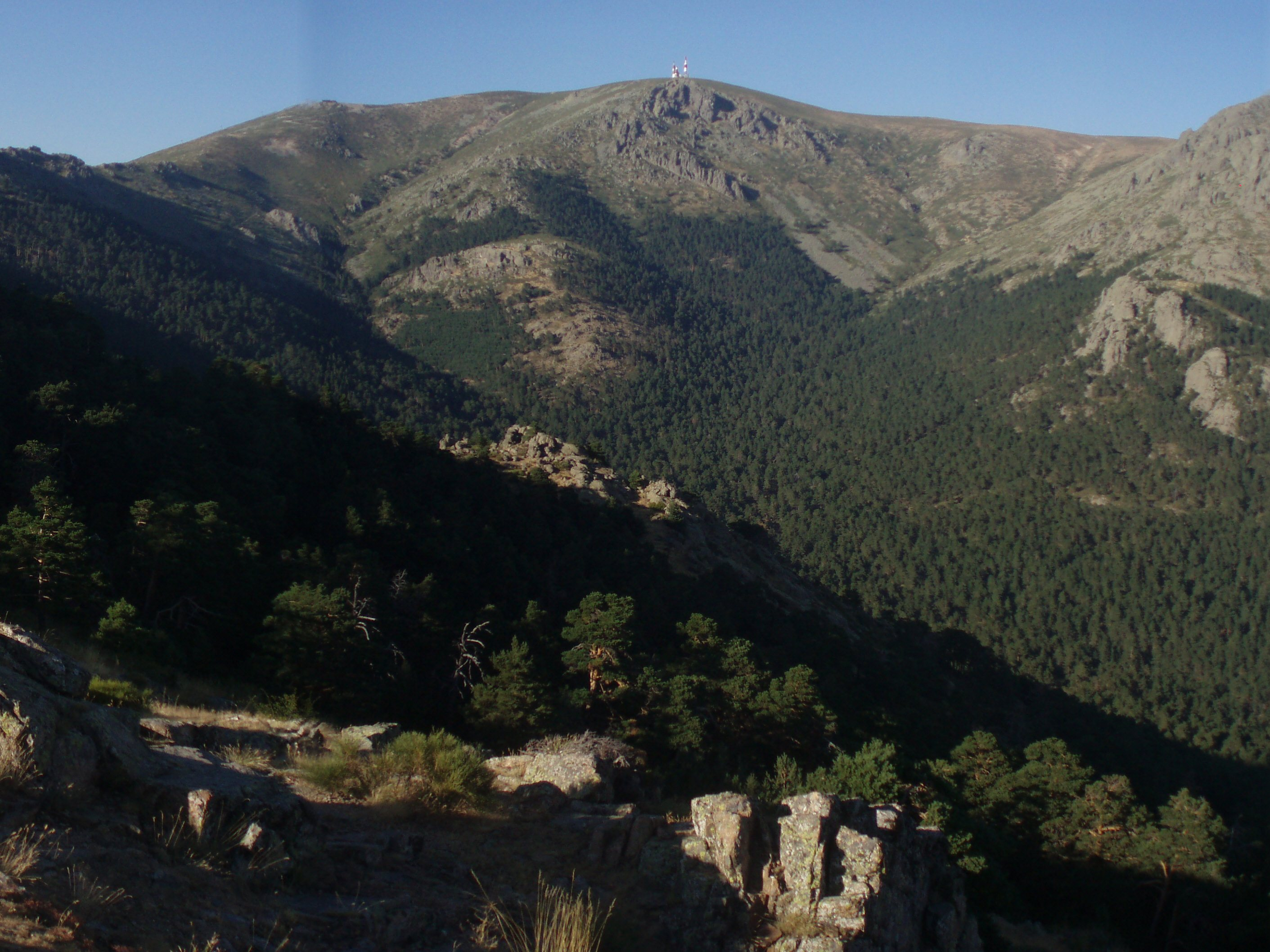
Face sudoeste da Bola del Mundo vista desde o mirador de Las Canchas (Campos)

O acesso mais rápido ao cume, realiza-se por uma pista florestal de betão duro, que sai do Porto de Navacerrada (1880 m) e que ascende pela ladeira oeste desta montanha, até atingir a cume depois de 40 minutos aproximadamente de marcha. A meio caminho e a 2170 metros de altitude está Dos Castillas, um lugar onde há um bar-restaurante e é a cabeceira de um teleférico que sai do Porto de Navacerrada. Permanece aberto no inverno e aos fins de semana durante os meses que não é temporada de esqui, incluída a época estival.

## Antenas

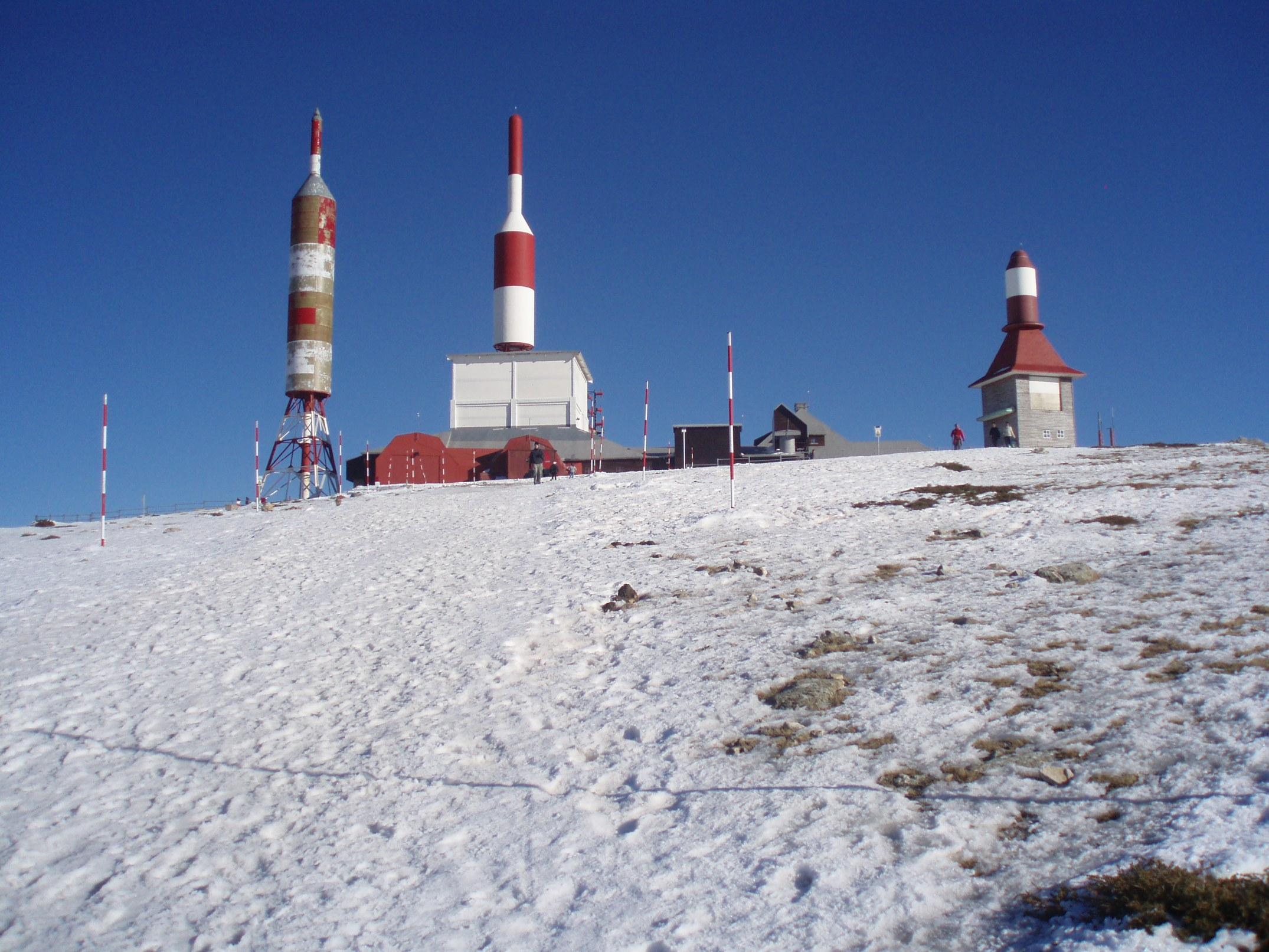
Antenas da Bola del Mundo

Na sua cume há umas antenas, cuja função era a emissão do sinal de rádio e televisão e seu envio para as duas mesetas. Em 2010, o Governo da Espanha decidiu fechar o potente repetidor de televisão de Navacerrada para em seu lugar instalar pequenos repetidores na vasta meseta castelhana. Não obstante, segue difundindo o sinal de Rádio Nacional de Espanha e Onda Madri em FM.
Estas três grandes antenas estão cobertas por um redoma aquecido em forma de foguete para proteger do gelo, são visíveis desde vários quilómetros à volta e constituem a maior peculiaridade desta montanha, a qual é de muito fácil acesso desde o porto de Navacerrada.

## Ciclismo
Na Volta a Espanha de 2010, a Bola del Mundo foi final de etapa pela primeira vez na história da corrida. Concretamente, a 20.ª etapa, que se disputou no sábado 18 de setembro de 2010, partiu desde San Martín de Valdeiglesias e chegou depois de quase 169 km com quatro dificuldades pontuáveis, uma de terceira categoria, duas de primeira e a cume na Bola del Mundo de categoria especial, a 2250 m. O vencedor desta etapa e por tanto o primeiro vencedor na cume da Bola del Mundo foi Ezequiel Mosquera, ciclista galego da equipa Xacobeo Galicia, entrando em meta seguido a 1 segundo pelo vencedor da Volta de 2010, o italiano Vincenzo Nibali. A subida tem uma pendente média do 6,1 % nos 22 km de ascensão, ainda que algumas rampas chegam aos 20 %, o que a convertem numa das subidas mais duras do calendário ciclista nacional e internacional.
A Bola del Mundo subiu-se de novo na penúltima etapa da edição de 2012 da Volta onde o ganhador foi o russo Denis Menchov e Alberto Contador confirmou-se como virtual ganhador.